# 휴스턴 에어로스 (AHL)
| 휴스턴 에어로스 | |
| 콘퍼런스        | 《IHL》 서부 콘퍼런스 (1997년~1999년) 《AHL》 서부 콘퍼런스 (2001년~2010년) |
| 디비전          | 《IHL》 센트럴 디비전 (1994년~1996년) 사우스웨스트 디비전 (1996년~1999년) 《AHL》 웨스트 디비전 (2001년~2011년) 미드웨스트 디비전 (2011년~2012년) 사우스 디비전 (2012년~2013년) |
| 설립연도        | 1994년 2001년 (AHL 가입) |
| 해체연도        | 2013년 |
| 역사            | 휴스턴 에어로스 (1994년~2013년) 아이오와 와일드 (2013년~현재) |
| 경기장          | 컴팩 센터 도요타 센터 |
| 연고지          | 텍사스주 휴스턴 |
| 상징색          | 초록, 빨강, 위트, 하양 |
| 구단주          | |
| 단장            | |
| 감독            | |
| NHL 제휴        | |
| ECHL 제휴       | |
| 정규시즌 우승   | IHL : 1 (1999) |
| 콘퍼런스 우승   | IHL : 1 (1999) AHL : 2 (2003, 2011) |
| 디비전 우승     | IHL : 1 (1999) AHL : 1 (2003) |
| 칼더 컵         | 1 (2003) |
| 영구 결번       | |

휴스턴 에어로스(Houston Aeros)는 미국 텍사스주 휴스턴을 연고지로 하는 2001년부터 2013년까지 AHL 소속되었던 아이스 하키팀이다.
2013년 연고지를 아이오와주 디모인 (아이오와 와일드)로 이전했다.

## 역대 홈경기장
| 휴스턴 에어로스 |               |          |                 |                           |
| 경기장          | 사용기간      | 수용인원 | 장소            | 비고                      |
| 컴팩 센터       | 1994년~2003년 | 15,242명 | 텍사스주 휴스턴 | 더 슈미트 (1994년~1998년) |
| 도요타 센터     | 2003년~2013년 | 17,800명 | 텍사스주 휴스턴 | 빈칸                      |